# تازلاروو (شهرستان کارماسکالینسکی، باشقیرستان)
تازلاروو (انگلیسی: Tazlarovo, Karmaskalinsky District, Republic of Bashkortostan) یک شهرک در شهرستان کارماسکالینسکی استان باشقیرستان کشور روسیه است.